# James Agee
James Rufus Agee (27. listopadu 1909 Knoxville – 16. května 1955 New York) byl americký spisovatel, novinář, filmový kritik a scenárista. Ve 30. letech 20. století začínal jako básník. Poté se stal novinářem v časopise Fortune. Ve 40. letech se jako recenzent časopisu Time stal nejvlivnějším americkým filmovým kritikem, psal o filmu i do časopisu The Nation. Proslavil se napsáním textů k fotografické knize Walkera Evanse Let Us Now Praise Famous Men (1941), která je svědectvím situace nižších tříd během velké hospodářské krize. Kniha ve své době zapadla pro zjevné levicové ladění, ale v roce 2011 byla deníkem The Guardian zařazena mezi sto největších nebeletristických děl všech dob. V 50. letech se Agee více věnoval vlastní filmové tvorbě. Napsal scénáře k úspěšným filmům Africká královna (adaptace knihy C. S. Forestera) nebo Lovcova noc (adaptace dektektivky Davise Grubba), ale zásahy producentů do scénářů ho zraňovaly, a proto Hollywood opustil. Jeho autobiografický posmrtně vydaný román A Death in the Family (1957) byl oceněn Pulitzerovou cenou. Autor v něm zpracoval trauma ztráty otce a odvržení matkou, jež prožil v dětství, a které ho také patrně dovedlo k alkoholismu, jenž se nejspíš podílel na jeho předčasné smrti v důsledku srdečního selhání.